# Предраг Ранковић
Предраг Ранковић (Београд, 11. фебруар 1962), познат као Пецони, српски је предузетник. Иако незванично, сматра се власником више предузећа, међу којима су најзначајнија Инвеј и Happy.

## Биографија
Рођен је 1962. године у Београду. Власник је компаније Fantasy sweets и доводи се у везу са компанијом Инвеј која припада његовом зету, Срђану Средојевићу. Инвеј групу чине многа приватизована предузећа. При том, углавном све компаније у вези са Инвеј-ом регистроване су на истој адреси, Александра Дубчека 14, као и канал Happy. Када је 2007. године Идеограм тражио дозволу да купи део ТВ Кошаве, њихов бизнис план био је заснован на финансијским уговорима са Инвеј-ом и компанијама из те групе. Такође су рекли да ће Предраг Ранковић бити председник Одбора директора Идеограма.
Компанија Инвеј има власнички удео у предузећима Витал, Албус, Монус, Медела из Врбаса, Српска реч из Београда, лука Дунав из Панчева, уљара Сунце из Сомбора, АД Ратар из Панчева и Милан Благојевић из Смедерева.
Од 2024. године сувласник је Царпес ДОО заједно са Александром Kајмаковићем, познатим и као Аца Босанац.

## Контроверзе
Често је повезиван с криминалним миљеом, ухапшен је у полицијској „акција Сабља”, а био је и рањен.
Према подацима из Беле књиге МУП-а Србије из 2001, Пецони је био близак криминалној групи Земунски клан. Ухапшен је 2003. током полицијске акције „Сабља” која је спроведена након убиства српског премијера Зорана Ђинђића. Такође, против њега је вођен и судски процес због сумње на утају пореза фирме Монус, али је тај случај застарео.
У 2010. години су се Пецонијеви телохранитељи сукобили са телохранитељима Љубише Бухе Чумета, бившег вође Сурчинског клана.
Пецони је рањен 2017. године у једном обрачуну београдском хотелу, али је преживео.